# Стейсіана Стіттс
Стейсіана Стіттс (англ. Staciana Stitts, 12 вересня 1981) — американська плавчиня.
Олімпійська чемпіонка 2000 року.
Переможниця Панамериканських ігор 1999, 2003 років.